# Vladimir Solovjov (journalist)
Vladimir Rudolfovitj Solovjov, ryska: Владимир Рудольфович Соловьёв, född 20 oktober 1963 i Moskva i Ryska SFSR i Sovjetunionen, är en rysk journalist, programledare, propagandist och lärare.
Han inledde sin mediekarriär med att 1997 börja arbeta inom radio, några år senare flyttade Solovjov över till TV. USA:s utrikesdepartement beskyller Solovjov att vara Kremls primära propagandist hos det statsägda medieföretaget VGTRK sedan 2010. I och med Rysslands invasion av Ukraina 2022 har han blivit sanktionerad av både Storbritannien och Europeiska unionen (EU) för att "underminera eller hota Ukrainas territoriella integritet, suveränitet och självständighet".
I början av 1990-talet arbetade Solovjov som lärare i nationalekonomi vid universitetet University of Alabama in Huntsville i Huntsville, Alabama i USA.
Solovjov avlade en examen vid Moskovskij institut stali i splavov.